# 中国脅威論

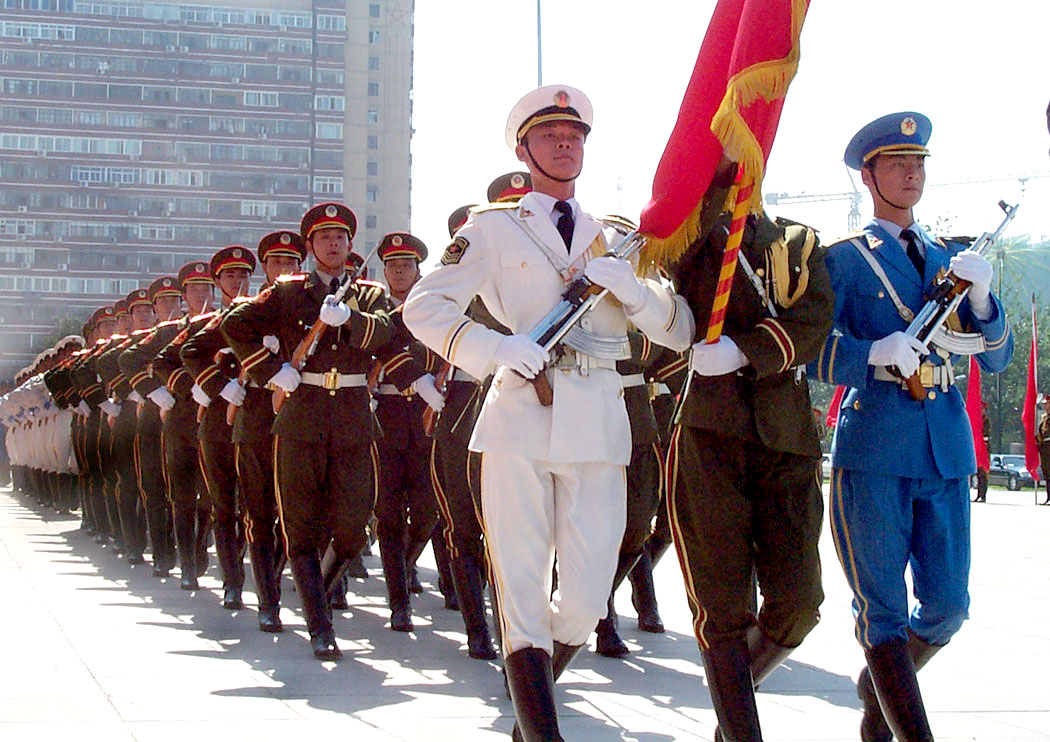
中国人民解放軍

中国脅威論（ちゅうごくきょういろん，英: China threat theory）とは、中華人民共和国の覇権主義が他国または世界にとって重大な脅威になるとする言説。中華人民共和国の経済的および政治的成長を弱める、米国によって策定されたいわゆる「中国封じ込め政策」の過去また現在に大きく影響を及ぼした。

## 冷戦下の中国脅威論

### ソ連脅威論と中国脅威論
日本やアメリカにおいては1950年代から1990年代、つまり冷戦中の脅威はソビエト連邦であった（ソ連脅威論）。
1960年には日米安保条約が締結、日米同盟による安全保障が図られた。
1960年代には中国脅威論が展開され、日本は米国と共に反共主義及び封じ込め戦略が展開された。
一方で1964年10月に中国は初の核実験を行ったが、当時の米国の態度は緩やかなものであったといわれている。これは中ソ間に対立がみられたからであり、ソ連と決別した中国の核は米国の対ソ戦略上において牽制的に有利に働くだろうという目論見があったためである。
ベトナム戦争では北ベトナムを支援する中国と南ベトナムを支援するアメリカの間に当初は対立が見られた。しかし、ベトナム戦争で苦戦を強いられていたアメリカは中ソ国境紛争でソ連との関係が悪化していた中国に接近。その後、リチャード・ニクソン大統領の中国訪問の衝撃を経て、1972年に日中国交正常化が実現した。
対ソ戦略という観点で米中関係には利害の一致が見られ、1970年代末からはアメリカが中国に兵器や軍事技術を供与し軍の近代化に協力した経緯がある。
1980年代にソ連脅威論が再び台頭するが、ソビエト連邦の崩壊によって終了する。

### 中ソ関係と中国脅威論
東西冷戦は資本主義と社会主義のイデオロギー的対立であったが、社会主義国として中国とソ連がパートナーの関係にあったのは冷戦初期の短い期間である。
1960年代初頭には中国とソ連は対立関係をはらんでおり、1962年には新疆などで国境紛争が頻繁に発生していた。

## 冷戦後の中国脅威論
冷戦の終結後は、ならずもの国家の脅威が論じられ、東アジアにおいてはジョージ・W・ブッシュによって北朝鮮が名指された。
中国脅威論は米国の産業政策復活を後押ししており第二次世界大戦後、75年以上続いた「パクス・アメリカーナ」が米中ハイテク冷戦により存続が危ぶまれることで産業政策導入の機運を高めていることが指摘されている
2000年代にはテロリズムの脅威と“ならずもの国家”の脅威が結びつく一方で、中国脅威論も再び台頭した。西側諸国では近年の中国脅威論では過去数十年単位で見た軍事費の伸び率の高さや不透明性、共産主義国家としての報道・言論規制、国境線問題、抑圧的な人権政策、愛国主義的歴史教育、輸出の拡大による貿易摩擦、甚大な環境破壊、資源の囲い込み等から今後中国が周辺諸国の又は地球規模での脅威となっていくとする見方で、この論説は、日本・台湾・米国・オーストラリア・ベトナム・インドなどで展開されている。また米中冷戦とともに言及されることがある。
21年連続2桁増で急増する軍事費、軍事費の内訳の不透明性、兵器や人員の実態の不透明性、核戦力の充実、日本の沖ノ鳥島における排他的経済水域の否定、数々の示威行為（人工衛星破壊・アメリカ海軍原子力空母至近での潜水艦浮上・日本の領海侵犯・排他的経済水域での無断調査・台湾近海でのミサイル演習）により、中国脅威論が展開されている。2006年のアメリカ国防総省の年次報告書では、軍事費の増大などを背景に「周辺諸国への潜在的な脅威になっている」と述べている。
経済大国として「世界の工場」と呼ばれる中国は廉価な製品の輸出によって他国の現地産業を圧迫しているという脅威論もある。
この輸出攻勢の背景には外資の誘致による工場の乱立や安い人件費の他に、中国当局が固定相場制によって人民元が輸出に有利になるよう誘導している背景があり、人民元の変動相場制への転換圧力にもなっている（人民元改革も参照）。
中国は10億を超える人口を抱えていること、エネルギー効率が悪いことから石油等地下資源の確保に積極的なため、新たな脅威論の要因となっている。2005年には米国大手石油会社・ユノカルの中国企業中国海洋石油総公司による買収騒動はアメリカ議会上院が法案を出すほどの事態に発展した。
この他、中国からの移民は世界各国で摩擦を生んでいる。
古くから東南アジア諸国などでは華僑が国の政治・経済に大きな影響力を有しており、近年では欧米や日本への移民の急増により、各地でチャイナタウンが形成されるなど、存在感を増している。
中国の軍事的な脅威として中国人民解放軍によるサイバーテロが論じられもする。ニューヨーク・タイムズは、ダライ・ラマ14世のコンピューターなど、103か国の政府や個人のコンピューターが、主に中国からのサイバー攻撃を受けていたと報じた。
またF-35戦闘機の機密情報にアクセスしようというサイバー攻撃があったことを、アメリカ空軍が発表している。
2010年には米国の調査機関が中国人民解放軍陸水信号部隊によるサイバー攻撃の事例を発表した。
2012年3月11日のサンデー・タイムズは、中国のハッカーがF-35戦闘機のデータを盗み出すため、BAEシステムズのコンピューターに侵入していたと報じた。

### 国別の反応

#### 日本

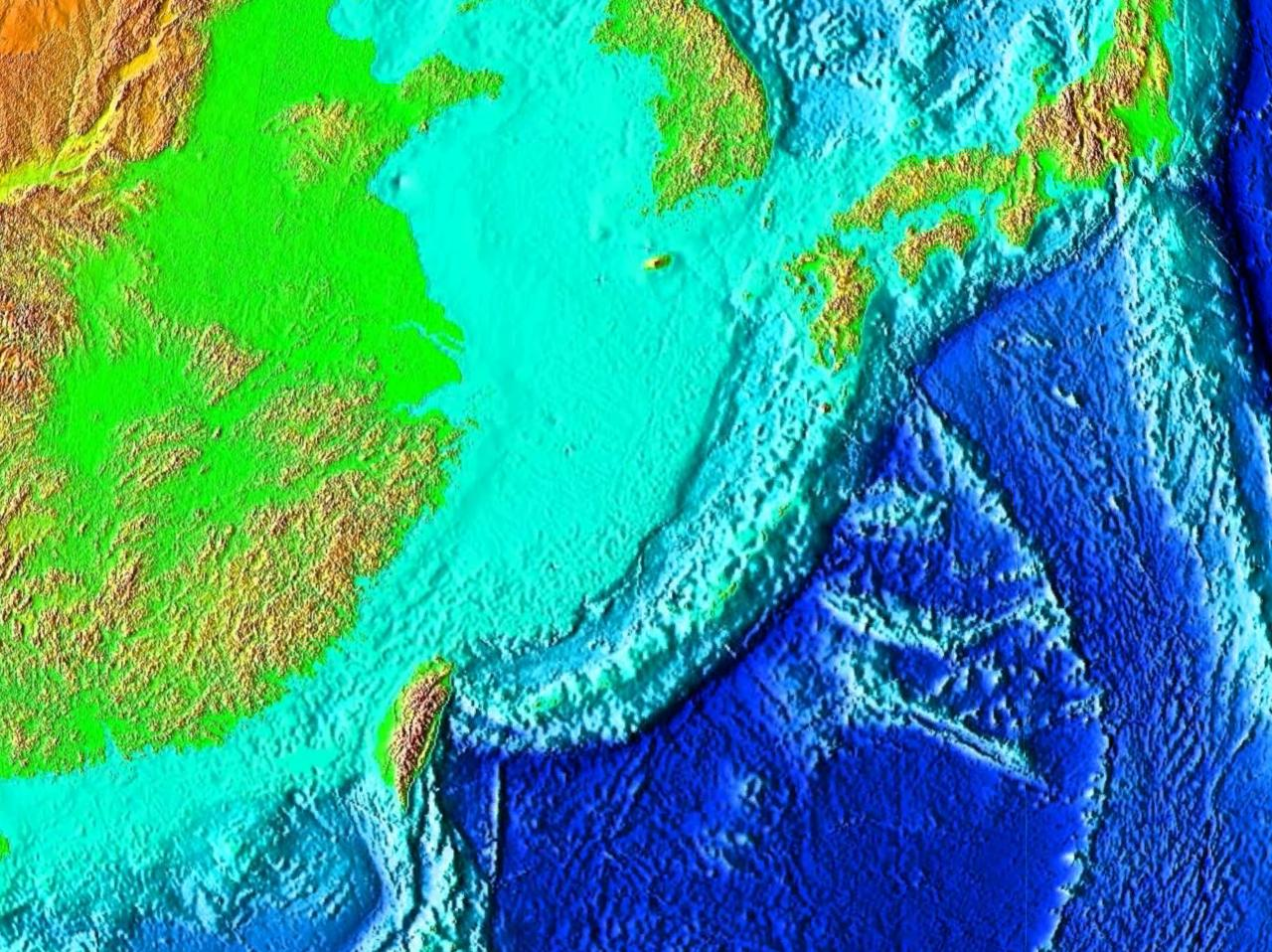
東シナ海

近年の中国における急増し続ける軍事費について、識者を中心に軍事的脅威が唱えられている。
中国の軍事費は1989年度から21年連続2桁増という勢いで増加しており、その予算の内訳が明確に示されたことはない。
また装備の取得・開発費や戦略ロケット部隊や人民武装警察の予算は軍事予算に含まれておらず、実態は公表されている予算の3倍の額になるという指摘もなされており、2005年8兆円（同年ロシア6.5兆円）2006年10兆円、2007年14兆円と見込まれており、これに従うならば軍事支出では世界2位で、国際関係上、旧ソ連が占めていた地位に近づきつつある。
2008年3月4日、姜恩柱報道官は、中国の2008年度（1 - 12月）国防予算は前年度実績比17.6%増の4,177億元（約6兆600億円）に上ることを明らかにした。
上記の通り研究開発費などを含む実際の軍事費はさらに大きいとみられるが、公表額においてもフランスを上回り、米国、イギリスに次ぐ世界3位の軍事費になった公算が大きい。

##### 核およびミサイル配備

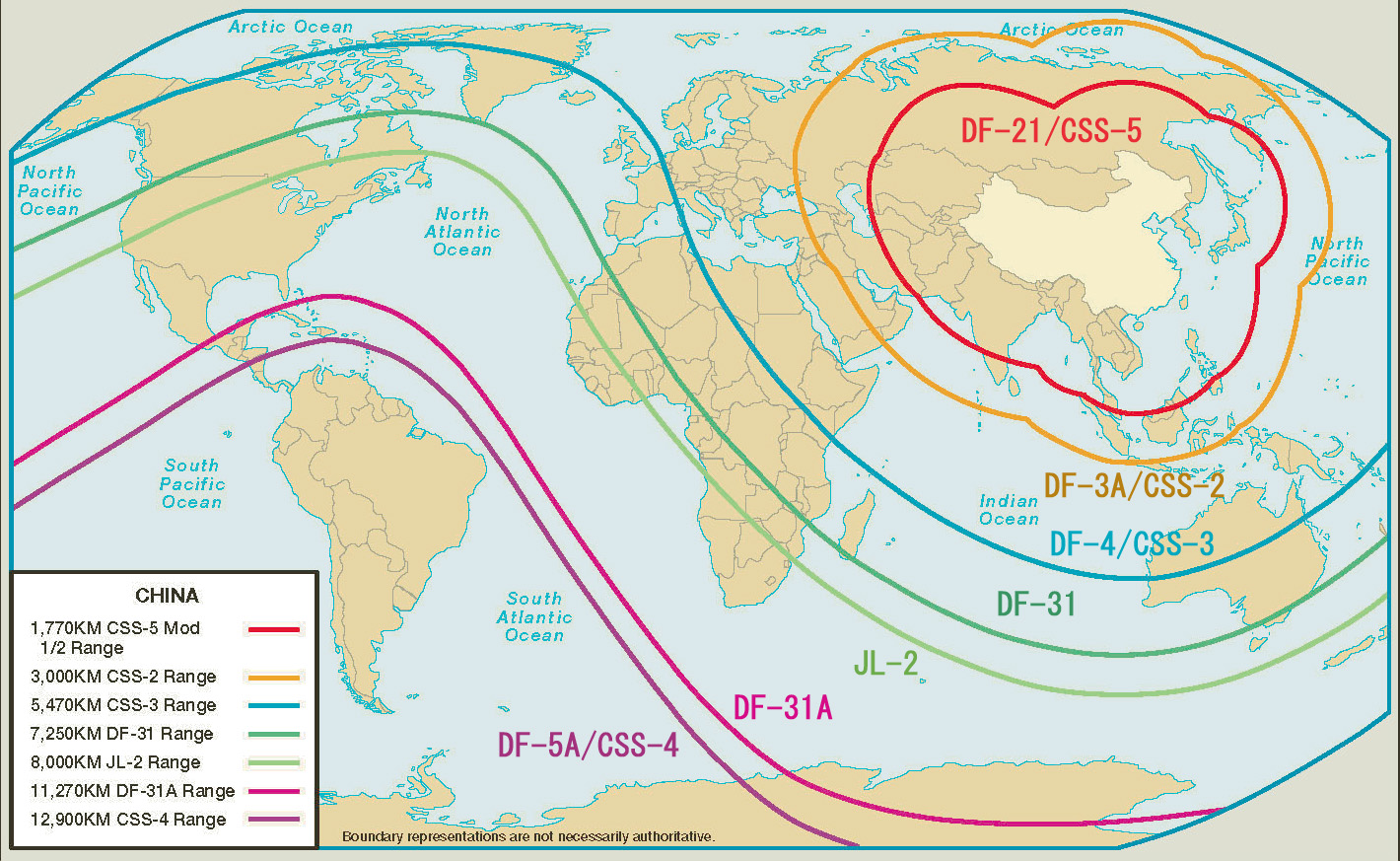
DF-21の射程（赤線）

中国人民解放軍ロケット軍のミサイル発射基地については軍事機密のため公開されてこなかったが、1980年代に一部公開され、すべてではないが一定程度公開されている。
中国は核弾頭搭載可能な中距離弾道ミサイルDF-21とDF-3をはじめ日本を射程内に収めている。
元海上自衛隊第5航空群司令川村純彦は中国のミサイル約800基のうち約100基は日本を照準としていると発言している（2006年時点)。
また中国軍は台湾に照準を合わせたミサイルを2005年から2006年にかけて710基から790基に増強している。
以下、日本を射程内としているものとして推定される基地について記す。
中国の国防の観点からは、日本、韓国、台湾、フィリピン、およびそれら各地域の駐留アメリカ軍、およびアメリカ本土までを射程にいれている。
- 瀋陽基地（第51基地、96101部隊）：遼寧省瀋陽。1990年代初めに吉林省通化から移転。東風3号、東風21号を装備。
- 第806導弾旅（96111部隊）：陝西省韓城 : 標的：アメリカ[13]。東風31号を配備。
- 第810導弾旅（96113部隊）：大連金州 : 標的 : 日本、韓国[13]。東風3号配備。
- 第816導弾旅（96115部隊）：吉林省通化 : 標的 : 日本[13]。DF東風15を配備。
- 第822導弾旅（96117部隊）：山東省萊蕪 : 標的 : 日本[13]。2000年に編成、東風21号配備。
- 皖南基地（第52基地、96151部隊）：安徽省稽嶺山。東風3号、東風21号、東風15号、東風11号、東風18号を装備
- 第807導弾旅（96161部隊）：安徽省池州 : 標的 : 台湾[13]。東風21号配備。
- 第811導弾旅（96163部隊）：安徽省祁門 : 標的 : 台湾
- 第815導弾旅（96165部隊）：江西省楽平 : 標的 : 台湾
- 第817導弾旅（96167部隊）：福建省永安 : 標的 : 台湾
- 第818導弾旅（96169部隊）：広東省梅州 : 標的 : 台湾
- 第819導弾旅（96162部隊）：江西省贛州 : 標的 : 台湾
- 第820導弾旅（96164部隊）：浙江省金華 : 標的 : 台湾
- 第801導弾旅（96261部隊）：河南省霊宝 : 標的：アメリカ[13]
- 第804導弾旅（96263部隊）：河南省欒川 : 標的：アメリカ
- 第813導弾旅（96265部隊）：河南省南陽 : 標的：アメリカ
- 湘西基地（第55基地、96301部隊）：湖南省懐化。東風4号、東風5号を装備。東風31号？
- 第803導弾旅（96311部隊）：湖南省靖州 : 標的：アメリカ
- 第805導弾旅（96313部隊）：湖南省通道 : 標的：アメリカ
- 第814導弾旅（96315部隊）：湖南省会同 : 標的：アメリカ
- 第824導弾旅（96317部隊）：湖南省洞口 : 標的：日本、台湾[13]
- ? 湖南宜春新営区 : 標的：日本、台湾[13]。

##### 空軍近代化

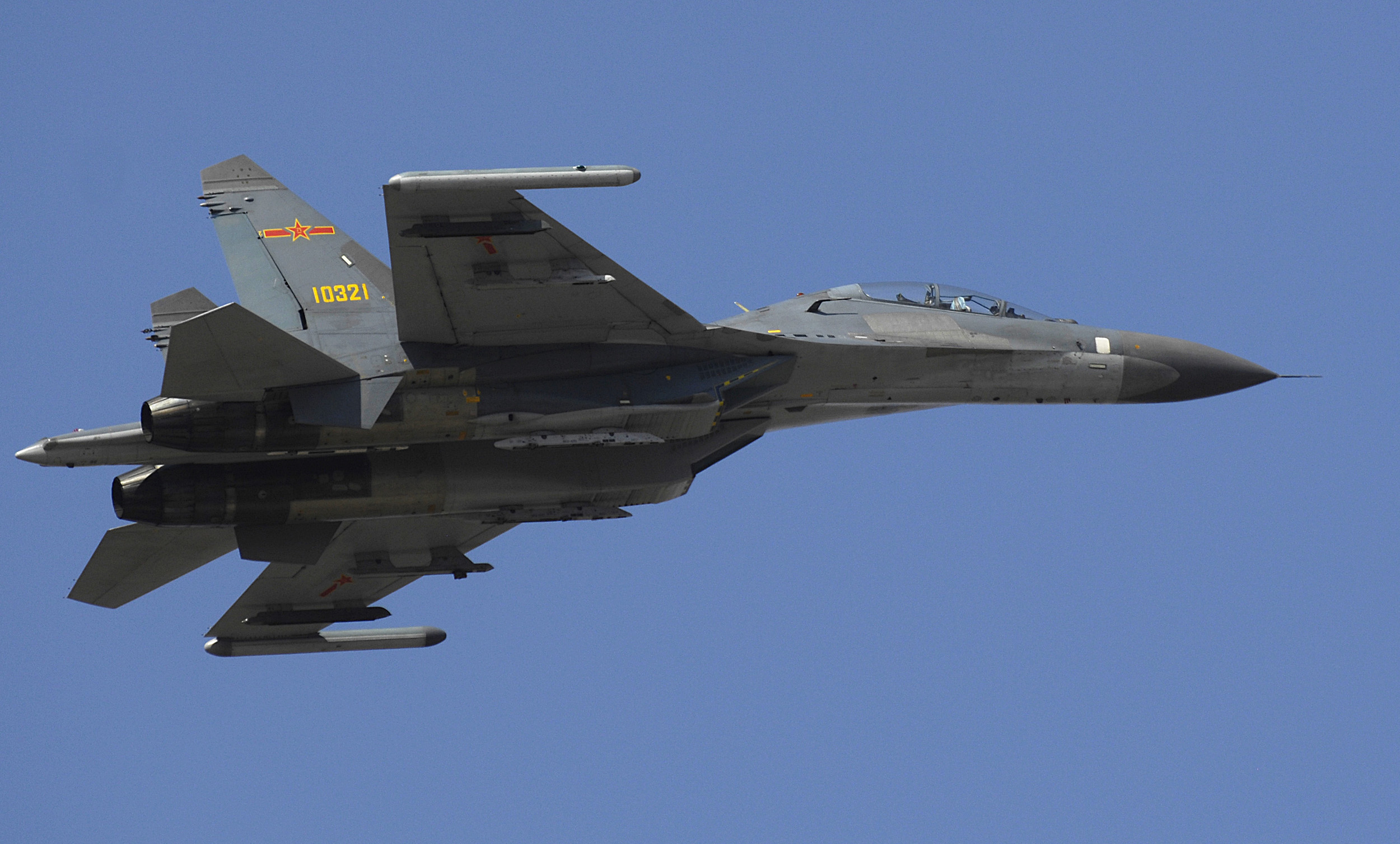
Su-27 フランカー

従来、中国人民解放軍空軍は3,000機のJ-6戦闘機（中国製MiG-19）を保有していた。J-6は日本を空襲できるまでの航続性能が無いため日本の国防上の脅威ではなかったが、1990年代末からこれら旧式機が寿命更新期を迎えると、Su-27がロシアからの輸入/ライセンス生産方式で量産され始め、更に2006年からは中国国産のJ-10の年産50機程度の量産が始まった。
これら新型機の導入により、中国空軍の戦闘機の世代は一気に2世代新型になって置き換わり始め、航空自衛隊の航空戦力に追いつきつつある。
新型戦闘機の多くが上海周辺から沖縄/九州、又は北朝鮮の租借地から日本海沿岸を空襲できる航続性能を持っており、一部は東京空襲さえ可能となった。
また、日中間海域の航空シミュレーションでも、アメリカ空軍の本格来援までは中国側が優勢を占める可能性が高い。
これら中国空軍近代化により自衛隊の再編成にも影響を及ぼしている。
将来的には、中国空軍は日本に航続距離が届く戦闘機2,400機を保有することになると見られている。
日本では、当時の小泉政権が歳出削減のため、戦闘機の定数を300機から260機に削減していた。
空自は「量」を「質」で補うために、寿命を迎えるF-4EJ改の代替に最新鋭F-22ステルス戦闘機の導入を切望しているが、F-22は最先端技術の塊であるため、2007年7月25日の米国下院歳出委員会で禁輸措置の継続が決定された。
中国空軍近代化を象徴する事件の一つとして、2011年8月中旬ごろに中国空軍のSu-27もしくはSu-30が東シナ海の日中中間線を越え、海上自衛隊の情報収集機を追尾したことが挙げられる。
中間線より日本の側で、中国側による威嚇行為が行われたのはこれが初めてである。尖閣諸島へ近づかれる恐れがあると判断した航空自衛隊が、那覇基地のF-15J戦闘機をスクランブル発進させると中国軍の戦闘機は引き返した。

##### 海軍の近代化

###### 巡航ミサイル打撃力
ロシアから輸入した12隻（877EKM型2隻・636型2隻・636M型8隻、636型と636M型は改キロ級）のキロ級潜水艦の内、636M型8隻がロシア製GPS（GLONASS）誘導の3M-54E1（対艦）/3M-14E（対地）巡航ミサイルの潜水艦発射型「クラブS」の運用能力があるとされる。
これは144発の巡航ミサイルで、自衛隊の指揮通信設備・航空基地・固定レーダーサイト・陸上自衛隊補給処・石油備蓄の攻撃が可能な戦力である。
宋型・元型潜水艦・漢型原子力潜水艦・その他殆どの水上艦・JH-7A攻撃機・H-6爆撃機装備のYJ-8対艦ミサイルは対地攻撃型が無く、対艦攻撃型だけだった。しかし対地型YJ-85巡航ミサイルが航空機に配備されるに及んで、これの艦載用が中国海軍艦艇にも装備されれば、巡航ミサイル同時投射能力が数百-1,000本前後に激増することになり、日本の国防上懸念されている。

###### 揚陸艦隊の増強
従来は、中国人民解放軍陸軍（兵力160万人・戦車7,100両）の規模が陸上自衛隊（兵力16万人・戦車900両）を上回っていても、中国海軍の揚陸艦の数が少なかったので日本の国防上大して問題ではなかった。
しかし、中国は台湾（24万人・戦車900両）を武力併合できる軍事能力を得るため、急ピッチでドック型揚陸艦を量産し、 揚陸艦隊の増強を図っている。
2005年時点で戦車225両・歩兵3万人の輸送を出来る体制で、輸送能力はロシアを抜いて世界2位になった。
2010年7月1日より施行された国防動員法により、有事の際の輸送・揚陸に使用する目的での民間船舶の徴用が可能になった。
2015年には米太平洋揚陸艦隊と互角の戦車425両・歩兵4万人を1往復で輸送できる揚陸艦隊を持ち、3-4往復で台湾を征服するのに必要な戦車1,300両・歩兵16万人を輸送可能になると見られている。

###### 空母艦隊
旧ソ連/ウクライナの航空母艦「ヴァリャーグ」を購入、建造を再開して2012年に「遼寧」として就役させた。
中国海軍は2010-2017年に65,000t通常動力大型空母を3隻、2015-2022年に10万t原子力空母3隻を建造し、旧式フリゲート艦40隻を3-4目標同時処理能力を持った防空フリゲート艦36隻に更新予定である。
又、艦載機や戦闘機、潜水艦、各種戦闘艦艇などをロシアから大量に購入中である。

###### 第一列島線・領海に関して
接近阻止・領域拒否の構想のもと、2020年には第一列島線、第二列島線以内の制海権の確保を目指しているといわれている。
度重なる示威行為も中国脅威論を助長する一因となっている。
実際に中国原子力潜水艦が日本の領海を侵犯をしたり（漢級原子力潜水艦領海侵犯事件）、中国軍艦艇が日本の排他的経済水域で度重なる無断調査を行ったりするなど、日本への挑発行為を繰り返している。また、尖閣諸島の領有権を主張し、自らの排他的経済水域を日中中間線を大きく越えた沖縄トラフまでであると主張し、沖ノ鳥島の日本領有を否定するなども日本側の警戒心を喚起している。
また、琉球独立運動の標榜を中国が利用する危険性を、青山繁晴ら複数の政治家・専門家が指摘している。
中国側から見て、沖縄県周辺は中国海軍の太平洋への出口であり、米原子力潜水艦が中国に巡航ミサイル攻撃をしたり、米空母が近寄ってくるのを防ぐ前線飛行場として、韓国/台湾を海上封鎖するための対艦ミサイル設置区域として、またアメリカ軍が使用した場合は台湾/上海空爆の拠点として極めて重要な要衝である。
日本民主党の沖縄2000万人ステイ構想（移民ではない）は保守層から批判された。
さらに日本側の抗議にもかかわらず日中中間線をまたぐ形で海底のガス田を開発中で、日中間の懸案事項となっている。

##### 首相の中国牽制発言
2010年10月24日、自衛隊の中央観閲式に出席した菅直人総理大臣は、「軍事力の近代化を進め、海洋における活動を活発化させている中国にみられるように（情勢は）厳しさを増している」と中国の強大化について初めて名指しで言及した。

##### その他
- 中国では法律の不備や取締りの不徹底による日本の製品・商品に対する知的財産権の侵害や、中華民族としてのナショナリズムの高まりによる2005年の中国における反日活動で見られた様な日本人への暴行事件と差別事例などが相次いでおり、これらをもってしてチャイナリスクが論じられることがある。
- 沖縄では、尖閣諸島問題が身近な八重山諸島と沖縄本島では温度差があり[要出典]、日本においてドミノ理論として今日の香港、明日の台湾、明後日の沖縄と語られることがある[18]。

実際にこれらの事例から中国を忌避し、東南アジアや国内に回帰する企業は後を絶たない。
また労働者からは中国人に仕事が奪われてしまうという意味で、脅威論とは言わないまでも否定的な意味で捉えられることが多々ある。

#### 米国
- 貿易摩擦を背景とした産業界の圧力により、アメリカ政府は中国に対して人民元切り上げ圧力を強めている。

また、上述のアメリカ国防総省の報告書にもあるとおり、軍事面でも警戒する声が強まっている。人工衛星の破壊実験や演習中の米国空母至近での潜水艦の浮上などアメリカに対する示威行為も目立つようになり、アメリカ議会などで度々話題となっている。
- また、中華イージス艦とも渾名される蘭州級駆逐艦は、20年間にわたりアメリカ海軍から情報を盗み出していたチー・マック（麦大智）ら中国系アメリカ人4人のもたらした技術情報に基づいて開発された事が判っており、大きな問題となった[19]。
- リチャード・アーミテージは国際連合大学ウ・タントホールで2006年6月27日に行われた講演で、米国一極超大国時代は2020年以降に不確実になる可能性があると述べた[20]。
- 2011年11月9日、アメリカ国防総省は「エアシー・バトル」（空・海戦闘）と呼ばれる特別部局の創設、中国の軍拡に対する新たな対中戦略の構築に乗り出していることが明らかとなった。この構想には中国以外の国は対象に入っていないとアメリカ側は事実上認めており、ある米政府高官は「この新戦略は米国の対中軍事態勢を東西冷戦スタイルへと変える重大な転換点となる」と述べた[21]。

##### 中国高官による核攻撃発言
1995年、人民解放軍副総参謀長の熊光楷中将が「もし米国が台湾に介入したら、中国は核ミサイルでロサンゼルスを破壊する。米国は台北よりロサンゼルスを心配した方がよい」として、台湾海峡での武力紛争に米国が介入した場合、中国はロサンゼルスに対して核攻撃する可能性があると表明した。
なお、中国は伝統的に1964年から核の先制不使用を自国の核戦略としてきた。しかし2005年7月14日、国防大学教授・中国人民解放軍少将の朱成虎は「（中国は一貫して）核兵器先制不使用」は軍事戦略の基本方針であり、非核の通常兵器による戦争になっても、先に核兵器は使用しないと宣言してきたが、「核兵器先制不使用」は「非核の国との戦争にのみ適用される原則だ」「この種の方針はよく変わる」と明言した。
2011年までの中国国防白書には「中国は、いつ、いかなる状況下であっても、核兵器を先制的に使用しない」と核保有国で唯一核の先制不使用を表明していたが、2013年から記述が削除された。

##### 朱成虎発言(2005年)
2005年7月14日に、国防大学教授・中国人民解放軍少将の朱成虎は香港でウォール・ストリート・ジャーナルやフィナンシャル・タイムズなど各国の報道機関を前に、アメリカが台湾有事に介入した場合、中国は核戦争も辞さないと発言した。発言は以下の通り。

#### 韓国
- 中国政府は2006年9月14日、韓国が総合海洋科学基地を設置している離於島は韓国領土として認められないとの見解を示した。更には中国国内で離於島を中国領にしようとする民間団体「蘇岩礁（離於島の中国名）保衛協会」の結成が進められている。また、白頭山や間島に関しても領土的な摩擦が発生している[要出典]。
- 歴史認識でも高句麗史を巡っての認識の違いが存在する。
- 2007年からは、成長著しい大国中国と、大国である日本との間に挟まれた韓国はこの2つの国に経済的・軍事的に従属する立場に転落するのではないかという「サンドイッチ論」という主張が『中央日報』などの主要紙に載るようになっている[27][28]。
- 2017年4月6日にフロリダ州で米中首脳会談が行われたが、その際に中国の習近平総書記（国家主席）が「朝鮮半島は中国の一部だった」と発言したことをアメリカのドナルド・トランプ大統領が明らかにした[29][30]。ドナルド・トランプ大統領は、「習近平主席が中国と朝鮮半島の歴史について話した。数千年の歴史と数多くの戦争について。朝鮮は実は中国の一部だった」「朝鮮は実際に中国の一部だった（Korea actually used to be a part of China）」「習主席から中国と韓国の歴史について聞いた。北朝鮮ではなく韓半島全体の話だった。（中国と韓国には） 数千年の歳月の間、多くの戦争があった」「（習主席の歴史講義を）10分間聞いて（北朝鮮問題が）容易ではないことを悟った」と語った[29][30]。これに対して、韓国の保守派から「（中国は）実際は手段や方法に関係なく隣国に対する覇権を追求してきた。習主席は米国のトランプ大統領に『韓半島は中国の一部だった』という妄言まで口にした。それが彼らの本心だ。中国共産党と習主席はその属性からして覇権を追求し、暴力的かつ反民主的で反人権的だ」という露骨な中国脅威論が出ている[31]。

#### 台湾

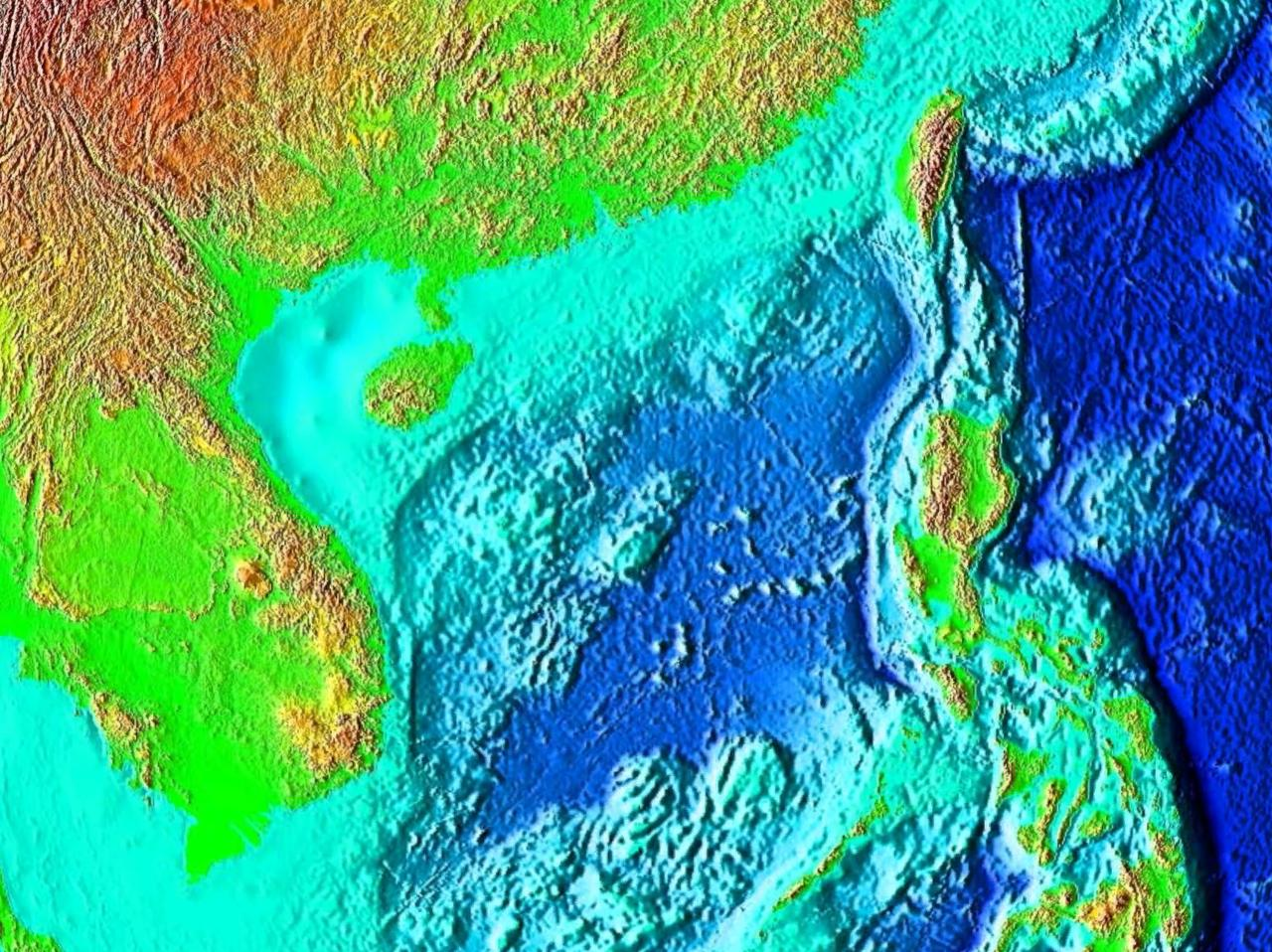
南シナ海

- 中国は台湾が独立を宣言するなら武力を持ってこれを鎮圧し併合すると公言していることから、特に本省人の間では軍事的に中国を重大な脅威と捉えている。現実に中国は台湾への武力攻撃を念頭に置いた反分裂国家法を制定するなど、軍事的圧力を捨ててはいない。また、1996年の台湾初の民選総統選挙で、親日派で台湾独立傾向の強い李登輝が優勢と知ると、台湾近海でミサイル演習を実行しあからさまな軍事圧力を加えたこともあった[要出典]。
- 現在、台湾では中国との戦争を忌避したいがために台湾独立には否定的で現状維持を望んでいる国民が大半を占めているとされる。2003年に三通が始まって以降、言語がほぼ同じ事から経済的な交流は進んでおり、特に台湾企業の中国進出は近年著しい。経済の面から中国本土との関係は切っても切れないものになってきており、中国に併呑されるという危機感もあるが、全体的に見れば経済的な面での脅威論は下火になってきている。

#### オーストラリア
- オーストラリア政府は2009年、防衛白書「アジア・太平洋時代の豪州防衛」において中国の海軍力増強に触れ、中国を含むアジア・太平洋地域での軍拡競争に対抗するため、海軍を中心にして2030年度までに大幅な軍備増強を行う計画を発表した[32]。
- オーストラリア政府は、日本と同様にF-22の輸入を希望していたが、その実現可能性がほぼなくなったため、F-35を約100機導入する予定である。また、潜水艦部隊の倍増も計画し、シーレーンの安全確保を図ろうとしている。
- 2018年2月、豪州チャールズ・スタート大学のクライブ・ハミルトン教授が、オーストラリアに浸透する中国の影響に警鐘を鳴らす書籍『サイレント・インベージョン ～オーストラリアにおける中国の影響～』を出版した[33]。

### 脅威論への異論
日本共産党は、米中・日中間の経済的相互依存関係の強まりや、中国の対外政策に照らせば、中国を「脅威」とする考えには根拠が無いと主張している。また、中国脅威論とは中国の軍拡で公共の場所での軍事的権益を脅かされる可能性が出てきたアメリカが声高に中国の脅威を主張し、日本もそれになぞっているだけであると主張している。
石破茂は、「中国の軍事費の伸びだけで『脅威』とは言えない。軍人の給与上昇にかなりの部分が使われている事実がある」と2009年12月8日のシンポジウムで述べた。
また、2009年まで内閣官房副長官補（安全保障・危機管理担当」を務めた柳澤協二は「冷戦時代のソ連とは体制的な対立関係があったが、中国とは（経済発展という）同じ方向を向いて競争しており、相手を滅ぼす動機がない。中国が日本を滅ぼしたら中国の経済は成り立たないし、米中関係でも同じことが言える」と、2010年4月20日の国会内の講演で述べている。
ただ、この柳沢や日本共産党などが主張する「グローバル化で経済関係が密接だから、戦争を仕掛けると自分が損をするから戦争は起きえない」という「資本主義の平和」論には異論もある。実際第一次世界大戦に於いて英独両国は緊密な経済関係を持ちながら開戦したし、中野剛志は「国家は必ずしも合理的に行動しないことや、合理的に行動したとしても戦争が起きる可能性がある」と著書で述べている。また、この平和論はグローバル化への警戒感が少ない日本で特に根強く信仰されている考え方だという。
中国の欧州連合代表部は声明で、「我々の防衛と軍事的近代化の追求は正当で、合理的で、開放的で透明性があるものだ」と主張した。また、北約は中国の発展を「理性的な方法で」とらえ、「中国の正当な利益と権利を、集団政治を操作し、対立を生み出し、地政学的競争をあおるための口実にするのをやめる」べきだと付け加えた。

### 崩壊論との違い
日米で流布された中国崩壊論については米国防総省の諮問機関である国防政策委員会のマイケル・ピルズベリー委員長は中国脅威論を打ち消すための中国の情報工作だったと述べている。

### 日本語
- 古森義久「外交弱小国 日本の安全保障を考える ～ワシントンからの報告～」日経BP社SAFETY JAPAN
  - 第3回 「中国の軍事」を語ることをタブー視するな ～ 日本の安全保障上“最大の脅威”が迫る ～（全2回）
  - 第4回 中国の石油外交が世界に脅威をもたらす ～ 着々と築かれる独裁政権ネットワーク ～（全2回）
  - 第13回 中国主導で徘徊する「東アジア共同体」という妖怪 ～ 「EU」とはいかに条件が異なるかを整理せよ ～（全6回）
  - 第16回 中国を「21世紀最大の脅威」ととらえた米国 ～ 同盟国である日本も明確な対応が必要に ～（全3回）
  - 第25回 「日中戦争」は北京オリンピックの1年後 ―― 米専門家が描く悪夢のシナリオ（全4回）
- 台湾週報（中央通訊社）
  - 中国の脅威は台日が正視すべき共通課題（2006年9月10日時点のアーカイブ）
  - 「中国の台頭」に対する危機とリスク上巻（2005年12月26日時点のアーカイブ）、下巻（2006年1月9日時点のアーカイブ）

### 英語
- Chinese Defence Today